# Igazi lándzsakígyó
Az igazi lándzsakígyó vagy közönséges lándzsakígyó (Bothrops atrox) a hüllők (Reptilia) osztályának pikkelyes hüllők (Squamata) rendjébe, ezen belül a viperafélék (Viperidae) családjába és a gödörkésarcú viperák (Crotalinae) alcsaládjába tartozó faj.

## Előfordulása
Az igazi lándzsakígyó Guyana, Venezuela, Brazília, Kolumbia, Ecuador, Peru, Bolívia és Észak-Argentína trópusi erdeiben honos, valamint Közép-Amerikában Mexikótól délre. Az igazi lándzsakígyó a leggyakoribb viperafélék közé tartozik és nem számít veszélyeztetettnek.

## Megjelenése
Az igazi lándzsakígyó hossza körülbelül 1,8 méter, de elérheti a 2,4 méteres hosszat is. A lándzsakígyó a sötétben nem lát ugyan jobban, mint az ember, viszont orrlyukai mellett a mindkét oldalon lévő mélyedésekben hőérzékelő szervei vannak, amelyekkel meleg vérű áldozatait infravörös képként akár éjjel is „látja”.

## Életmódja
A közönséges lándzsakígyó magányos lény. A felnőtt állat tápláléka kis emlősök és madarak, míg a fiatal állat túlnyomórészt békákon és gyíkokon él. A lándzsakígyó halálos pontossággal villámgyorsan lecsap, és főleg rágcsálókból és más emlősökből álló áldozatait halálos mérgével öli meg. A lándzsakígyó méregkészlete átlagosan 105 milligrammot tesz ki, de akár 310 milligramm is lehet. Mérgük véralvadást okozó, sejt- és izomméreg, nagyon gyakran halált vagy tartós rokkantságot okoz. Kiszámíthatatlan, agresszív és rendkívül veszélyes. Még gyors mozgás közben is képes testének harmadát, de akár a felét is hirtelen megemelni, majd egyetlen mozdulattal irányt változtatni és már az irányváltoztatás pillanata alatt is akár egy métert előrehaladni, lecsapni és marni. Felkutatásuk, befogásuk, de már a megközelítésük is a kígyók közül az egyik legkockázatosabb.
Az igazi lándzsakígyó több mint 20 évig él.

## Szaporodása
A párzási időszak egész évben tart. Az igazi lándzsakígyó elevenszülő kígyófaj. A kihordási idő 3-4 hónap az Egyenlítő mentén. A nőstény körülbelül 60-70 utódot ellik egy alomban. Születésükkor a kis lándzsakígyók 30 centiméter hosszúak, és élénkebb színűek, mint a szülők. Farkuk sárga vagy homokszínű.